# Destrucción de Neuss
La destrucción de Neuss tuvo lugar el 26 de julio de 1586 durante la Guerra de Colonia y la Guerra de los Ochenta Años. La ciudad de Neuss, una importante guarnición militar protestante en el Arzobispado de Colonia, fue sitiada por las tropas de Alejandro Farnesio, el duque de Parma. Neuss se negó a capitular, y el ejército de Parma arrasó la ciudad con el fuego de artillería, la lucha armada casa por casa y el saqueo: durante el asalto, se desató un fuego que destruyó gran parte de lo que quedaba de la ciudad. Alrededor de 3000 de los aproximadamente 4500 habitantes fueron masacrados, y todos los integrantes de la guarnición militar fueron asesinados.

## Situación en 1586
Neuss había sido tomada por los partidarios del Príncipe-Elector Protestante, Gebhard Truchsess von Waldburg, en febrero de 1586.
Adolf van Nieuwenaar, Conde de Limburgo y Moers, reforzó las defensas, aprovisionó la ciudad y se dirigió con la mayor parte de sus tropas al norte, a Moers y Venlo, dejando al joven Hermann Friedrich Cloedt al mando de Neuss. Cloedt disponía de una guarnición de unos 1600 hombres, la mayoría Alemanes y Holandeses; algunos tenían cierta experiencia militar, otros habían sido recientemente reclutados y eran jóvenes e inexpertos. El 10 de julio de 1586,  el duque de Parma Alejandro Farnesio y sus tropas rodearon la ciudad y la sitiaron, con el apoyo de Karl von Mansfeld, Francisco Verdugo y Salentin VII de Isenburg-Grenzau, entre otros. 
Farnesio actúa al servicio del rey de España Felipe II, como comandante al frente de los tercios que tratan de aplastar la rebelión en los Países Bajos, pero ataca Neuss por petición expresa del Príncipe Elector Arzobispo de Colonia Ernesto de Baviera, cuya intención era eliminar a los partidarios de su adversario político-religioso Gebhard Truchsess von Waldburg.

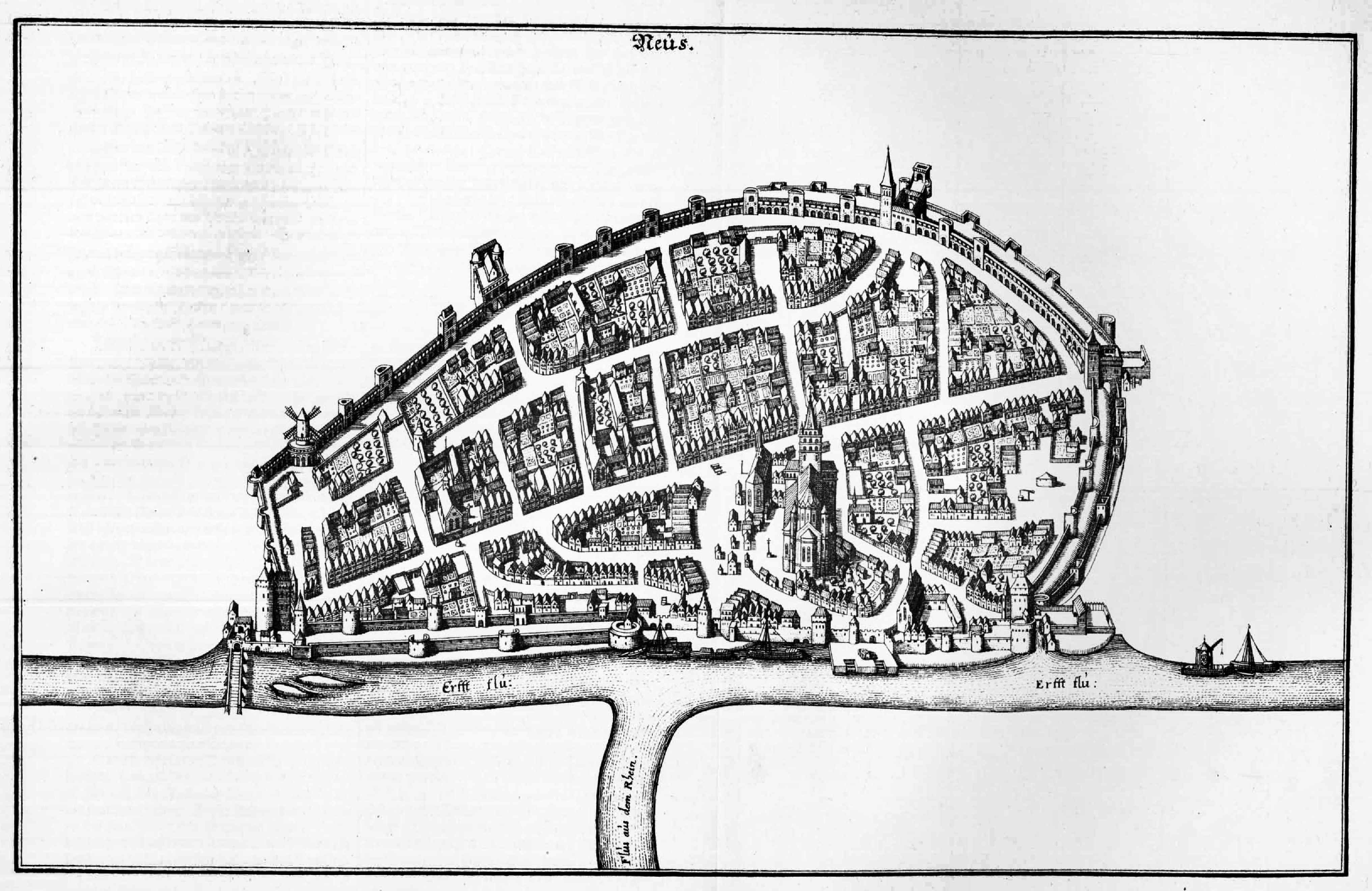
Mapa grabado de la ciudad de Neuss

El duque de Parma estaba al mando de un impresionante ejército: contaba con unos 2000 hombres de las tropas de Mansfeld, más otros 6000 soldados de a pie y tercios, además de 2000 hombres de caballería, 45 cañones y expertos artilleros italianos, españoles, e incluso alemanes. Farnesio mandó disponer algunos cañones en una isleta en medio del río  Rin, y otros a lo largo de las murallas de la ciudad. En el día de Santiago, el 25 de julio de 1586, con todo dispuesto para el ataque final, Farnesio exigió la rendición de la ciudad: su petición fue oficialmente denegada por los ciudadanos, quienes argumentaron que el duque no debía exigir la ciudad en nombre del Rey (de España), porque Neuss pertenecía al Emperador del  Sacro Imperio Romano Germánico Diversas fuentes sugieren que Parma se acercó a las puertas de la ciudad durante las negociaciones, y que a punto estuvo de perder la vida al desatarse un fuego cruzado, al parecer iniciado por su propio ejército.

## El asalto
Parma comenzó el ataque con el fuego de artillería que prosiguió durante más de 30 horas; se dispararon bolas de cañón de 13 a 22 kilos en unas 2700 rondas. Los cañones abrieron brechas en las murallas, y los soldados irrumpieron en la ciudad: los italianos por un extremo, y los españoles por otro. Mataron a todos los que encontraban a su paso.  Los soldados de Parma hallaron al gobernador Cloedt, que estaba gravemente herido (al parecer tenía una pierna destrozada y varias heridas más, causadas durante la defensa de un torreón e la ciudad,) y le pusieron una soga alrededor del cuello y lo ahorcaron colgándolo por la ventana junto a sus dos capitanes y el predicador calvinista Christopher Iffeser de Eperchin. Los soldados españoles e italianos continuaron arrasando la ciudad y masacrando al resto de los integrantes de la guarnición militar, incluso a aquellos que estaban dispuestos a rendirse. Las mujeres y niños trataron de hallar refugio en las iglesias, pero al desatarse el incendio se vieron obligados a salir a las calles. Las crónicas de la época relatan como mujeres, niños y ancianos con las ropas en llamas que trataban de huir del incendio, caían en manos de los furiosos españoles: incluso si conseguían escapar del fuego y de los españoles, aún debían eludir a los italianos. En una carta a Felipe II, Parma afirma que en los diques yacen más de 4000 cadáveres. Observadores ingleses confirman dicho número y añaden que solo ocho edificios se mantuvieron en pie en la ciudad de Neuss.

El Electorado de Colonia, alrededor de 1580. La ciudad de Colonia, aunque formaba parte de la diócesis arzobispal, no pertenecía al Electorado.

## Consecuencias
Farnesio, a pesar de haber tomado la ciudad, no pudo utilizarla como «asiento» o guarnición militar debido a que Neuss había sido completamente destruida durante el ataque. Aun así, no hubo más de quinientas bajas entre los soldados españoles, mientras que entre las filas Protestantes hubo numerosas bajas, a lo que se suma la pérdida de una ciudad importante en la estrategia geográfico-militar, y la pérdida de uno de sus comandantes más intrépidos; el joven gobernador Cloedt.
Tras la destrucción de Neuss, Alejandro Farnesio recibió "el birretón y estoque bendito de su Santidad en la noche de la Natividad de Jesucristo" de manos del nuncio papal durante una ceremonia que tuvo lugar en el monasterio de Gnadental y a la que asistieron el elector de Colonia, el duque de Cléveris, el marqués de Bada y otros príncipes y señores. La campaña militar de Farnesio en la región le dio acceso a las regiones en el norte del Arzobispado, llamadas las Niederstift, desde donde preveía lanzar un ataque definitivo sobre las provincias rebeldes de los Países Bajos. Gebhard Truchsess von Waldburg renunció al Arzobispado en 1588, y Parma continuó atacando ciudades en la región y ocupándose de los preparativos para la llamada «empresa de Inglaterra», o ataque de la Armada Invencible.

### Citas y notas
1. ↑  Leonard Ennen, Geschichte der Stadt Köln, v. 5, concretamente pág. 178. 1880.
2. ↑  Van Meteren, Historia Belgica Nostri v. XIII, pág. 405-406 y Cabrera de Córdoba Historia de Felipe II v. II capítulo XI, pág. 193
3. ↑  Bentivoglio, Las Guerras de Flandes Parte II, Lib.IV. pág. 284, "pasó con gran presteza el Farnesio a Nuys; y con él se juntó el Elector de Colonia, por cuyos ruegos dio allá la vuelta el ejército" y Van Meteren, Historia Belgica Nostri v. XIII, pág. 405 "Parmensis Venloa potitus, Espiscopi Bavari rogatu, 10. Iulij Novesium oppidum aggregitur.."
4. ↑  Charles Maurice Davies The history of Holland and the Dutch nation, vol. 3, 1851, pág. 188, estima que el ejército de Parma constaba de unos 18,000 hombres. La mayoría de las fuentes sitúa el número en torno a 10,000: Ver(en alemán) Hennes, Der Kampf um das Erzstift Koln,,Ennen, Geschichte der Stadt Köln y (en alemán) J. Hansen, Nuntiaturberichte aus Deutschland: Der Kampf um Köln, Berlin, 1892.
5. ↑  Baudartius, De Morgenwecker, pag 220, 1610.
6. ↑  Van Meteren, v. XIII pág. 405-406 y Cabrera de Córdoba, v. II capítulo XI, pag.194 "en este punto lanzaron en la batería de los españoles una pieza, y los de Nuis respondieron con otras, no sin gran peligro del Príncipe (Parma) y los compañeros.."
7. ↑  Ennen, p. 186.
8. ↑  Bentivoglio, parte II, lib. IV pág. 285 y Cabrera de Córdoba, v.II, cap. XI pág. 193 "..herido el gobernador Gluet.."
9. ↑  Van Meteren, v. XIII pág. 405-406 y Baudartius, pag 220, 1610.
10. ↑  Van Meteren, v. XIII pág. 405-406 y Cabrera de Córdoba,v.II, cap. XI pág. 194. Según Cabrera, Cloedt "fue descabezado con Iffeser" de Eperchin, predicador calvinista.
11. ↑  Motley, Chapter IX
12. ↑  Cabrera de Córdoba, v.II cap. XI, pág. 195.
13. ↑  Pieter Gerardus ; Witsen Geysbeek; Gerrit E Gerrits  Schoonheden en merkwaardige tafereelen uit de Nederlandsche geschiedenis 2  Amsterdam Portielje 1826;, pág. 305. Según Bentivoglio (parte II, libro IV pág. 285), el nuncio papal era el Obispo de Verceli, que residia en Colonia, y que dio a Farnesio en nombre del Papa Sixto V "el estoque y Capelo que los Pontifices suelen dar por señas de estimación y afecto a los Príncipes beneméritos de la Iglesia". También Willem Baudartius, De Morgenwecker pag 221, describe la ceremonia.
14. ↑  Ennen, p. 178; Hajo Holborn, A History of Modern Germany, The Reformation, Princeton, 1959. pp. 152–246 y Motley, Chapter IX.